# Çayönü
Çayönü è un sito mesopotamico del Neolitico situato sulle colline pedemontane del Tauro. Gli scavi, proseguiti dal 1964 al 1991, sono stati effettuati dalle università di Istanbul, Chicago (Oriental Institute), Karlsruhe e Roma sotto la direzione prima di Halet Çambel e Robert John Braidwood e poi di Mehmet Özdoǧan.

## Datazione
Si ritiene che il villaggio di Çayönü sia stato abitato ininterrottamente dall'8250 a.C. al 5000 a.C. La sua esistenza è stata divisa in 2 fasi: la prima si situa nel Neolitico preceramico e si divide in 6 sottofasi. La seconda corrisponde al Neolitico ceramico ed inizia all'incirca nel 6000 a.C.

## Storia

### Neolitico Pre Ceramico
Nelle prime 5 sottofasi di questo periodo la comunità si sosteneva con la "caccia e raccolta", oltre che con la coltivazione di legumi, lenticchie, vecce e in seguito di piccolo farro. Dalla quinta sottofase si iniziò a cacciare molto di meno preferendo invece allevare pecore e capre.
Il villaggio di Çayönü mostra le prime tracce di lavorazione dei metalli nel Vicino Oriente. Sono stati ritrovati ben 35 utensili di rame, molti di più che in qualunque altro sito archeologico antecedente al 4500 a.C. L'attività metallurgica iniziò nella seconda sottofase con la lavorazione del rame e della malachite della zona, intensificandosi nella terza e quarta fase per poi diminuire. Si ottenevano punte, ganci e trivelle rudimentali tramite battitura a freddo ma si procedeva anche alla lavorazione temperata per modellare meglio il rame (rimaneva tuttavia sconosciuta la fusione). La malachite veniva utilizzata anche per la lavorazione di perline da unire in collane, giacché, a differenza del rame, si era in grado di forarla. I lavoratori potrebbero aver introdotto la tempera nella lavorazione del rame in quanto l'eccessivo martellamento lo rendeva fragile.
Da Çayönü giungono le più antiche tracce di tessitura del Vicino Oriente, sono, infatti, state ritrovate fibre intrecciate di lino (probabilmente selvatico). Sono state ritrovate anche ossidiana e conchiglie marine a dimostrazione di un commercio a lunga distanza.

### Neolitico Ceramico
La seconda fase, il Neolitico Ceramico (6000 a.C.-5000 a.C. ca.), inizia con l'avvento di questa nuova tecnologia. Si suppone che la ceramica sia stata introdotta dall'esterno in quanto non sono state rinvenute tracce di sperimentazioni intermedie prima dell'improvvisa comparsa di questi nuovi manufatti nel villaggio.

## Descrizione del sito
Il sito di Çayönü si articola in due distinti quartieri: il quartiere nord è caratterizzato da edifici di maggiori dimensioni e dalla presenza di ornamenti in ossidiana, mentre quello a sud è caratterizzato da case piccole e dalla presenza di selce, oggetti decorativi e punte di lancia in ossidiana. Considerando anche il fatto che solo il quartiere nord mostra edifici pubblici, se ne è dedotto che a Çayönü vi fosse una distinzione sociale: la classe dirigente avrebbe vissuto nel quartiere nord, il popolo nel quartiere sud. Sono attestate 3 tipologie di edifici pubblici: i Flagstone Buildings, realizzati con lastre di pietra, gli Skull Buildings, dove erano conservati i teschi e le ossa dei defunti, e i Terrace Buildings, edifici a terrazza. Nei Flagstone Buildings l'ingresso si apriva sempre su uno dei lati lunghi dell'edificio, il pavimento era livellato con cura e vi erano pilastri, contrafforti e lastre di pietra che sporgevano dal basso verso l'alto. Negli Skull Buildings avveniva la pratica, comune nel Neolitico, della sepoltura comune: qui sono stati infatti ritrovati teschi e ossa di centinaia di individui. Infine la Plaza era la zona fra i due quartieri, nella quale probabilmente avvenivano le attività commerciali. Qui sono state trovate due stele, una delle quali modellata, probabilmente facenti parte integrante di un corridoio che collegava il quartiere nord al quartiere sud.